# Apendice vermiform
Apendicele (sau apendicele vermiform; de asemenea apendicele cecal [sau caecal]; de asemenea vermix) este un tub cu terminație oarbă conectat la cecum, din care se dezvoltă embriologic. Cecumul este o structură a colonului asemănătoare unei pungi, localizat la joncțiunea dintre intestinul subțire și intestinul gros.
Termenul „vermiform” vine din latină și înseamnă „în formă de vierme”. La mamifere, apendicele vermiform (appendix vermiformis) este o prelungire a cecului, în formă de tub închis la un capăt sau vermiform (de unde și numele). La om este un organ vestigial și poate avea între 2 și 20 cm lungime.
Inflamația acută sau cronică a apendicelui poartă numele apendicită.

## Stuctura
Apendicele uman măsoară în medie 11 cm în lungime, dar poate varia între 2 și 20 cm. Diametrul apendicelui este de obicei între 7 și 8 mm. Cel mai lung apendice extirpat vreodată măsura 26 cm și a aparținut unui pacient din Zagreb, Croația. Deschiderea apendicelui este ocazional prevăzută cu valva Gerlach numită astfel după anatomistul german Joseph von Gerlach. Această valvă constă într-un pliu semicircular al membranei mucoase. Apendicele este de obicei localizat în sfertul inferior drept al abdomenului lângă osul drept al șoldului. Poziția lui în interiorul abdomenului corespunde la suprafață cu un punct cunoscut ca punctul McBurney (vezi mai jos).

### Variație
Unii gemeni monozigoți - cunoscuți ca gemeni în oglindă - pot avea o anatomie „imagine în oglindă” (situs inversus) cu apendicele localizat în sfertul inferior stâng al abdomenului. Malrotația intestinală poate de asemenea cauza deplasarea apendicelui pe partea stângă.
În timp ce baza apendicelui este într-o locație destul de constantă, 2 cm sub valva ileo-cecală, locația vârfului apendicelui poate fi retrocecală (în spatele cecumului) (74%), în pelvis, sau extraperitoneală.

## Funcție

Funcție posibilă a apendicelui vermiform uman ca „locuință sigură” pentru bacteriile benefice în recuperarea din diaree.

### Atavism
Apendicele uman a fost propus ca fiind o structură atavică, o structură ce și-a pierdut toată sau cea mai mare parte din funcția inițială în procesul de evoluție. Apendicele vermiform a fost propus a fi considerat rămășița atrofiată a cecumului care se găsea la strămoșii îndepărtați ai oamenilor, însă studii din 2013 resping ideea existenței unei relații inverse între mărimea cecumului și mărimea și prezența apendicelui. Cecum-urile, care s-au găsit în tractul digestiv al multor ierbivore dispărute, găzduiesc mutual bacterii ce ajută animalele să digere moleculele de celuloză ce se găsesc în plante.
Este prezent pe scară largă la Euarchontoglires și, de asemenea, a evoluat independent la marsupialele diprotodonte, monotreme și este foarte divers în mărime și formă.
Un posibil scenariu pentru progresia de la un cecum complet funcțional la apendicele actual uman a fost înaintat de Charles Darwin. El a sugerat că apendicele a fost folosit pentru digerarea frunzelor ca primate. Poate fi un organ vestigial al oamenilor din vechime ce s-a degradat spre aproape nimic în cursul evoluției. Cecumul foarte lung al unor animale ierbivore, precum cel întâlnit la cal sau koala, pare să sprijine această teorie. Cecumul koalei îi permite acesteia să găzduiască bacterii ce ajută în mod specific la descompunerea celulozei. Strămoșii omului se vor fi bazat de asemenea pe acest sistem când au trăit cu o dietă bogată în frunze. Pe măsură ce oamenii au început să mănânce hrană mult mai ușor digerabilă, ei vor fi devenit mai puțin dependenți de plante bogate în celuloză pentru energie. Pe măsură ce cecumul a devenit mai puțin necesar pentru digestie, mutațiile ce erau înainte dăunătoare (și ar fi obstrucționat progresul evolutiv) nu au mai fost importante, așa încât ele au supraviețuit. Se sugerează că aceste alele au devenit mult mai frecvente și cecumul a continuat să se micșoreze. După milioane de ani, cândva necesarul cecum s-a degradat devenind apendicele de azi.

### Menținerea florei intestinale
Deși a fost mult timp acceptat că țesutul imunitar ce înconjoară apendicele și cel din alte părți din intestin - numit țesut limfoid asociat intestinului - îndeplinește un număr important de funcții, lipseau explicațiile despre forma aparte a apendicelui și aparenta sa lipsă de importanță specifică și funcție, judecând după absența de efecte secundare consecutive apendicectomiei.
William Parker, Randy Bollinger și colegii de la Universitatea Duke sugerau în 2007 că apendicele slujește ca un adăpost pentru bacteriile utile atunci când boala evacuează acele bacterii din restul intestinelor. Această propunere este bazată pe o nouă înțelegere a felului cum sistemul imunitar suportă creșterea bacteriilor intestinale benefice în combinație cu multe bine-cunoscute caracteristici ale apendicelui, incluzând arhitectura lui, locația lui chiar sub tranzitul unidirecțional al hranei și germenilor în intestinul gros și asocierea lui cu o cantitate copioasă de țesut imunitar. Cercetări efectuate la Winthrop University-Hospital au arătat că indivizi fără apendice erau de patru ori mai predispuși la recidiva cu Clostridium difficile. De aceea apendicele poate juca rolul de „casă sigură” pentru bacteriile comensale („bune”). Acest rezervor de floră intestinală putea apoi servi la repopularea sistemului digestiv după un episod de dizenterie sau holeră.

## Semnificație clinică

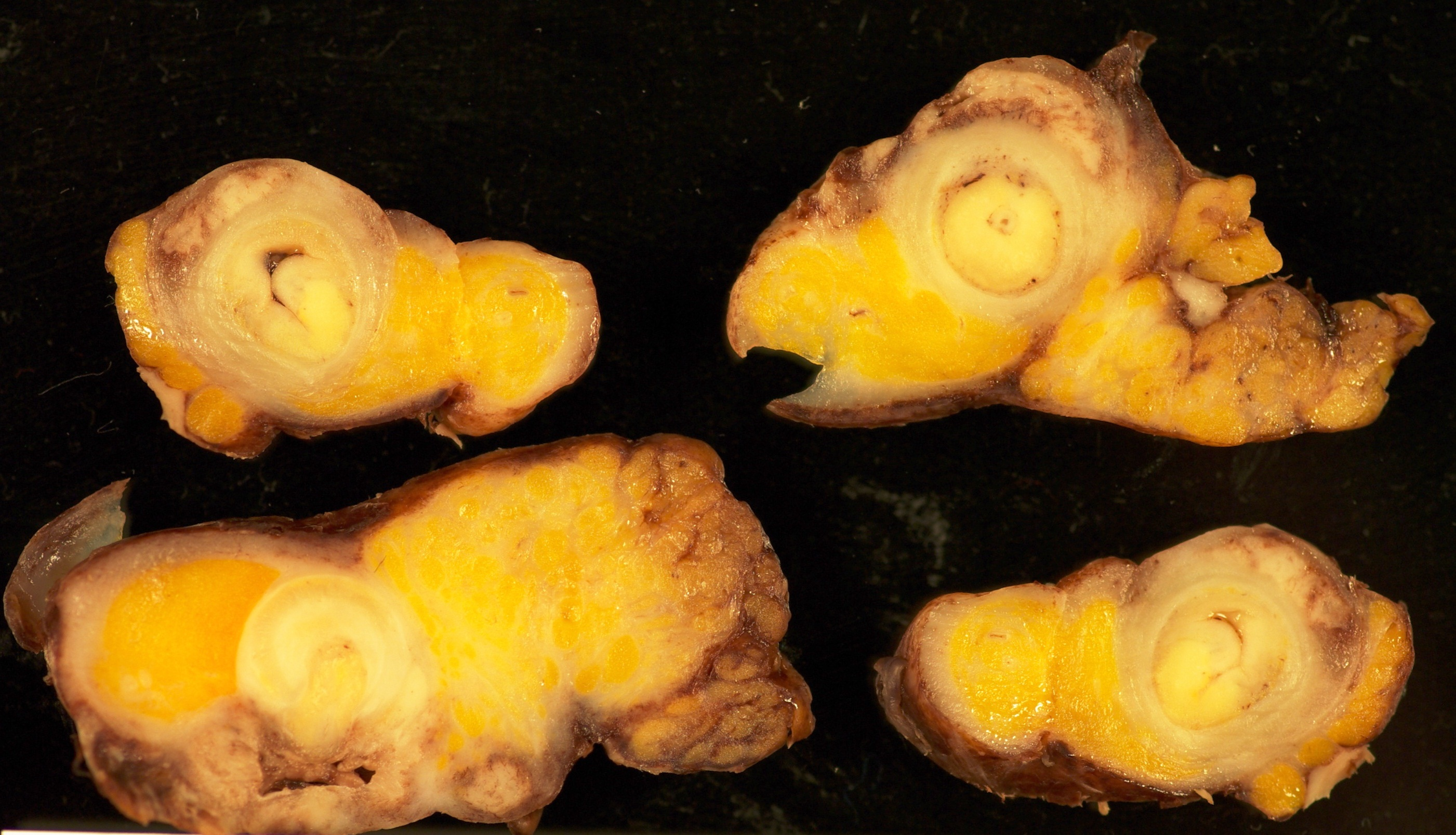
O tumoare carcinoidă a apendicelui

Cele mai obișnuite boli ale apendicelui (la oameni) sunt apendicita și tumorile carcinoide (carcinomul apendicelui). Cancerul apendicelui este responsabil pentru aproape 1 din 200 din totalul afecțiunilor maligne gastrointestinale. În cazuri rare adenoamele sunt de asemenea prezente.

### Apendicita
Apendicita (sau epitiflita) este o stare caracterizată de inflamația apendicelui. Durerea izbucnește adesea în centrul abdomenului, ce corespunde cu locul de dezvoltare al apendicelui, ca parte a intestinului mijlociu embrionar. Această durere este de obicei opacă, slab localizată, viscerală.
Pe măsură ce inflamația progresează, durerea începe să se localizeze mai clar în sfertul drept inferior, pe măsură ce peritoneul devine inflamat. Această inflamație peritoneală, sau peritonita, rezultă în sensibilitatea inversă (durerea apare la îndepărtarea presiunii, mai degrabă decât la aplicarea acesteia). În particular, se prezintă în punctul McBurney, aflat la 1/3 pe drumul de-a lungul unei linii trasă de la spina iliacă superioară anterioară la ombilic. Tipic, durerea în punct (la nivelul pielii) nu este prezentă până când peritoneul parietal nu este inflamat de asemenea și el. Febra și un răspuns al sistemului imunitar sunt, de asemenea, caracteristice apendicitei.
Apendicita, de obicei, necesită îndepărtarea apendicelui inflamat, fie prin laparatomie, fie prin laparascopie. Netratat, apendicele se poate rupe, ducând la peritonită, urmată de șoc și, în extremis de deces.

### Chirurgia
Îndepărtarea chirurgicală a apendicelui vermiform este numită apendectomie, sau apendicectomie. În mod normal, această îndepărtare este efectuată în regim de urgență, atunci când pacientul suferă de apendicită acută. În absența facilităților chirurgicale, sunt folosite antibiotice intravenoase spre a întârzia sau evita instalarea septicemiei. În unele cazuri apendicita se rezolvă complet; mult mai des se formează o masă inflamatoare în jurul apendicelui. Aceasta este o contraindicație relativă la chirurgie.
Apendicele este de asemenea folosit pentru construcția unui canal urinar eferent într-o operație cunoscută drept procedura Mitrofanoff la persoane cu vezică urinară neurogenă.
Apendicele este folosit de asemenea ca mijloc de acces în colon la copiii cu paralizie peristaltică sau cu probleme majore ale sfincterului rectal. Apendicele este adus afară la suprafața pielii și copilul/părintele poate apoi să atașeze un cateter și să spele ușor colonul (prin defecare normală) folosind o soluție adecvată.

## Istorie
Dr. Heather F. Smith de la Arizona State University explica:

Recent... mai buna înțelegere a imunității intestinului a fuzionat cu gândirea curentă în știința biologică și medicală, punctând o aparentă funcție de casă-sigură a apendicelui cecal al mamiferelor pentru microbii simbiotici intestinali, păstrând flora pe timpul infecțiilor gastrointestinale în societățile fără medicină modernă. Această funcție este potențial o forță selectivă pentru evoluția și menținerea apendicelui. Trei morfotipuri de apendice cecale pot fi descrise printre mamifere în primul rând pe baza formei cecumului: un apendice ramură a unui cecum rotunjit sau saciform (ca la multe specii de primate), un apendice localizat la vârful unui cecum lung și voluminos (ca la iepure, oposumul zburător și șobolanul argintiu de dune) sau un apendice în absența unui cecum pronunțat (ca la wombat). În plus, structuri lungi, înguste, asemănătoare apendicelui, se găsesc la mamifere cărora le lipsește fie un cecum aparent (ca la monotreme), fie o joncțiune distinctă între cecum și formațiunea asemănătoare apendicelui (ca la koala). Un apendice cecal a evoluat independent cel puțin de două ori și aparent reprezintă încă un alt exemplu al convergenței morfologice între marsupialele australiene și mamiferele placentare din restul lumii. Deși aparent apendicele a fost pierdut de multe specii, a fost de asemenea menținut pentru mai mult de 80 de milioane de ani la cel puțin o cladă.

Într-un jurnal mai recent s-a constatat că apendicele a evoluat cel puțin de 32 de ori (și probabil chiar de 38 de ori) și că a fost pierdut nici mai mult decât de șase ori. Aceasta sugerează că apendicele cecal era un avantaj selectiv în multe situații și argumentează puternic împotriva naturii lui vestigiale. Această istorie evoluționară complexă a apendicelui, împreună cu o mare eterogenitate în viteza lui de evoluție în diverși taxoni sugerează că el este o trăsătură care se repetă.
O astfel de funcție poate fi folositoare într-un areal cultural lipsit de mijloace sanitare moderne și practica serviciilor medicale, unde diareea poate fi predominantă. Date epidemiologice curente despre cauza deceselor în țările dezvoltate colectate de Organizația Mondială a Sănătății în 2001 arată că diareea acută este acum cea de-a patra cauză ce conduce la decese asociate bolii în țările dezvoltate (date rezumate de Fundația Bill și Melinda Gates). Două dintre alte cauze ce conduc la deces se așteaptă să-și fi atins limitele sau să nu mai constituie o presiune în selecția amintită.

## Imagini suplimentare

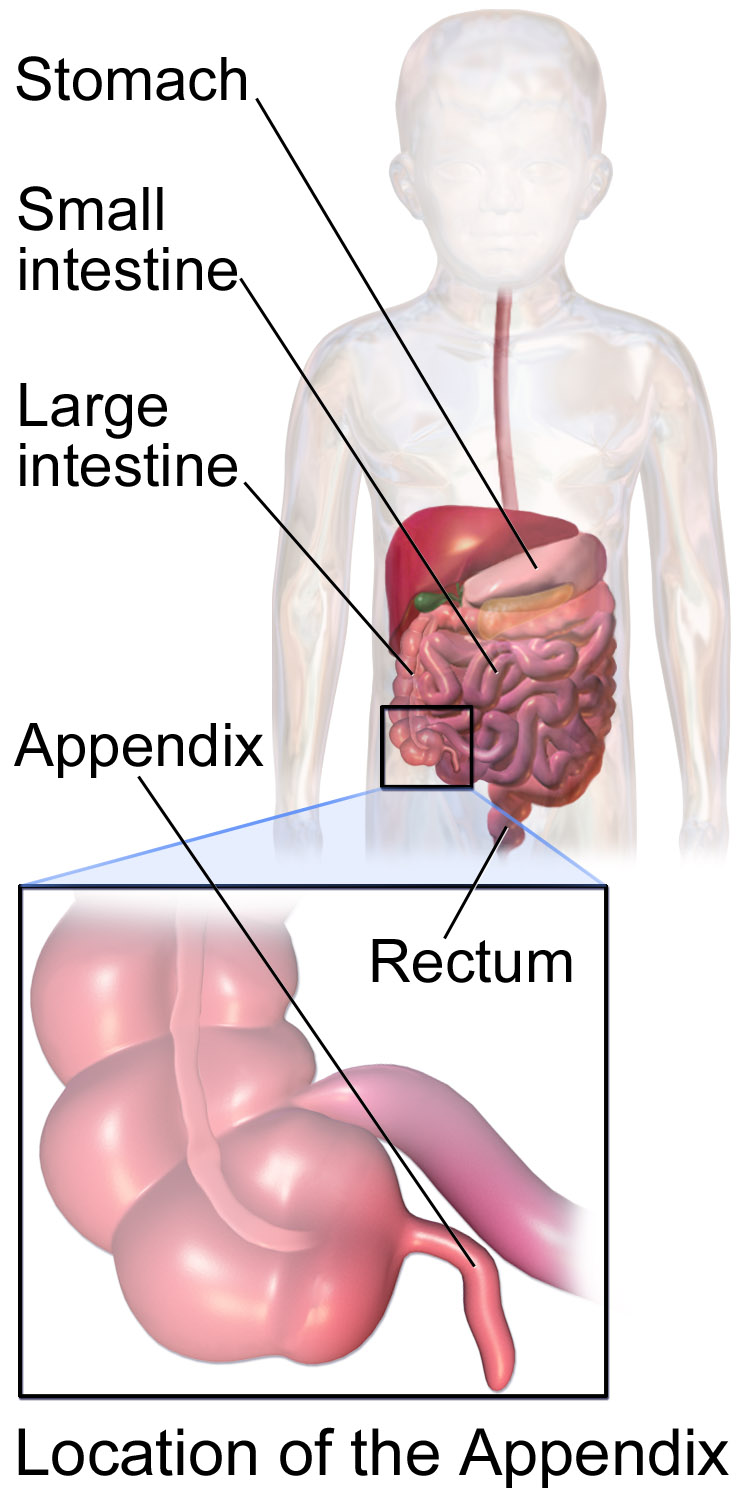
Ilustrație înfățișând localizarea apendicelui la copil
Localizarea normală a apendicelui față de alte organe ale sistemului digestiv (vedere frontală)
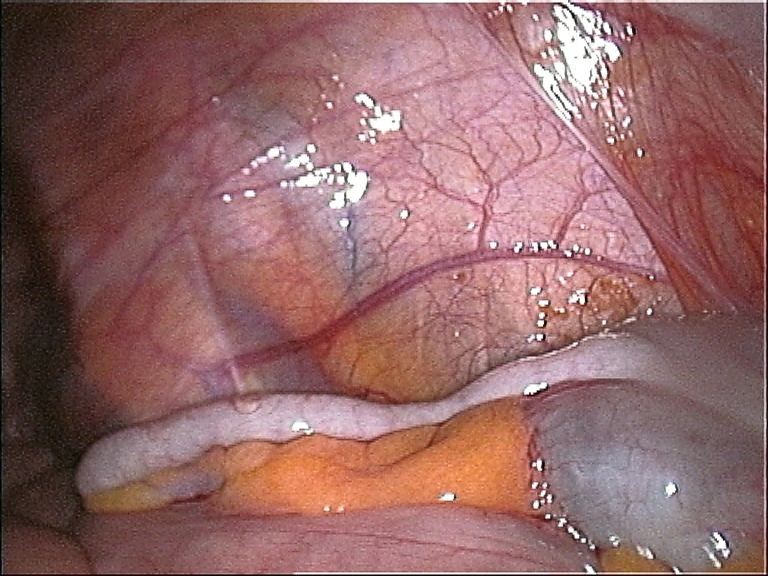
Apendice vermiform
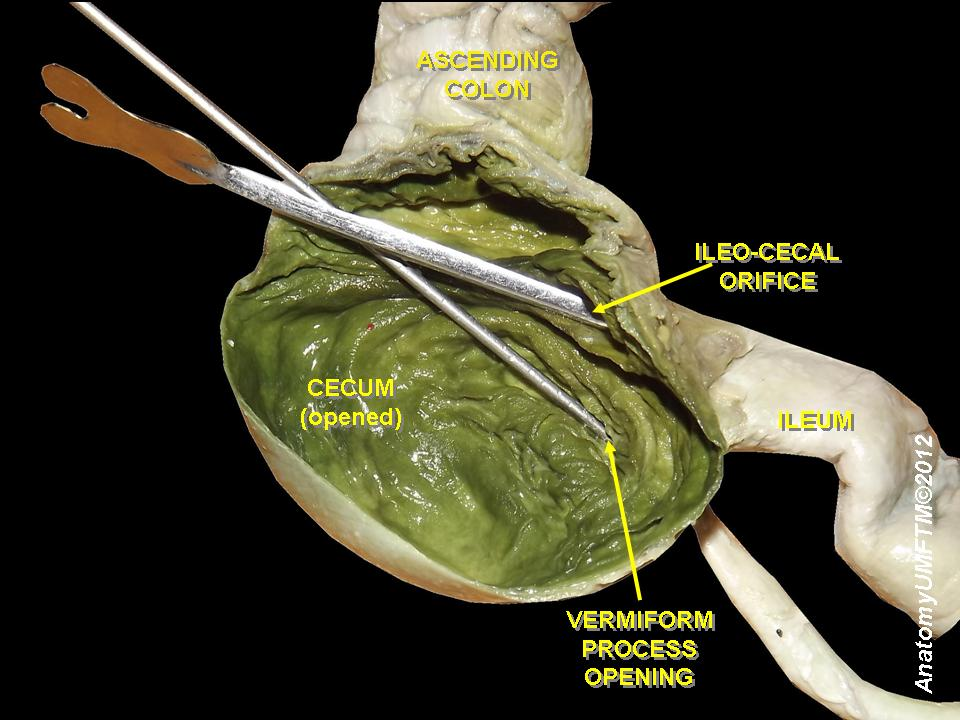
Valva ileo-cecală și apendicele vermiform
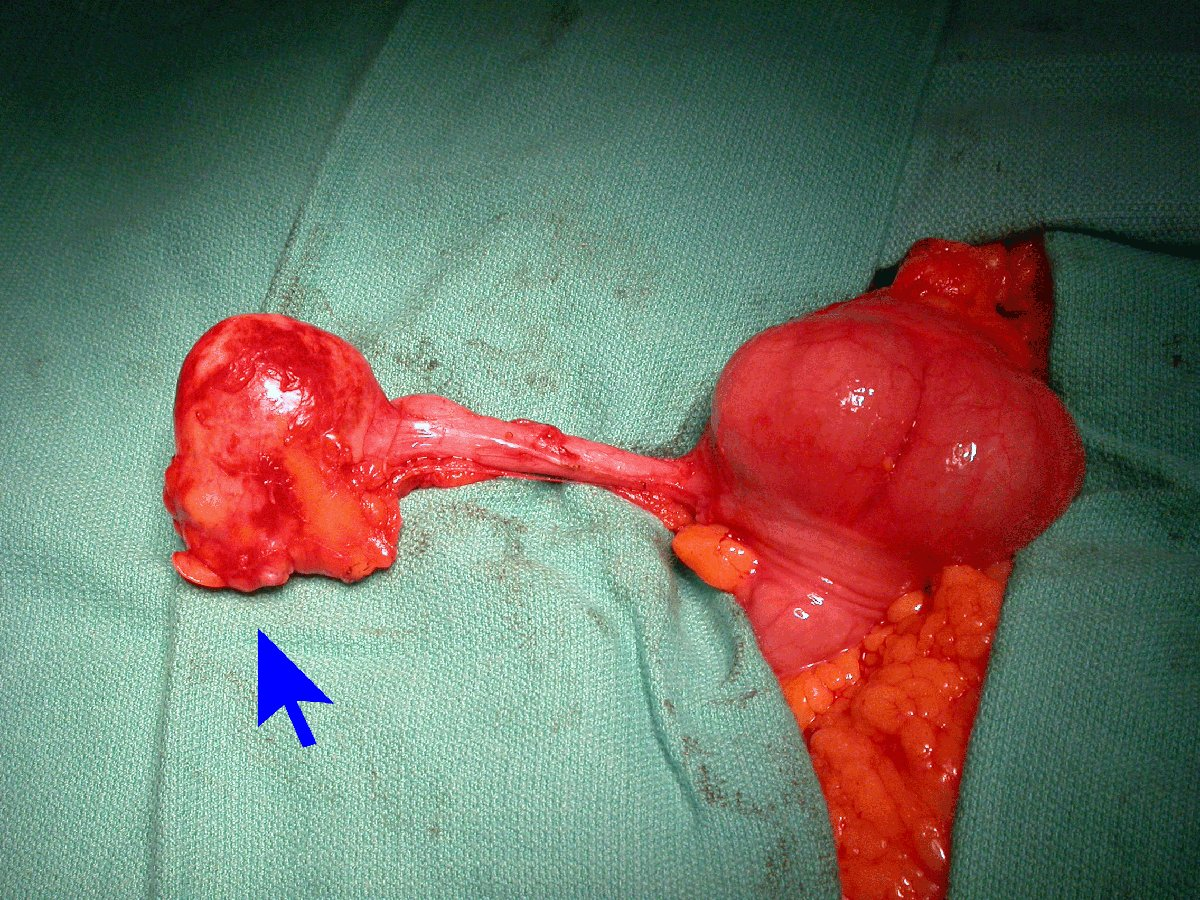
Adenocarcinom mucinos al vârfului apendicelui
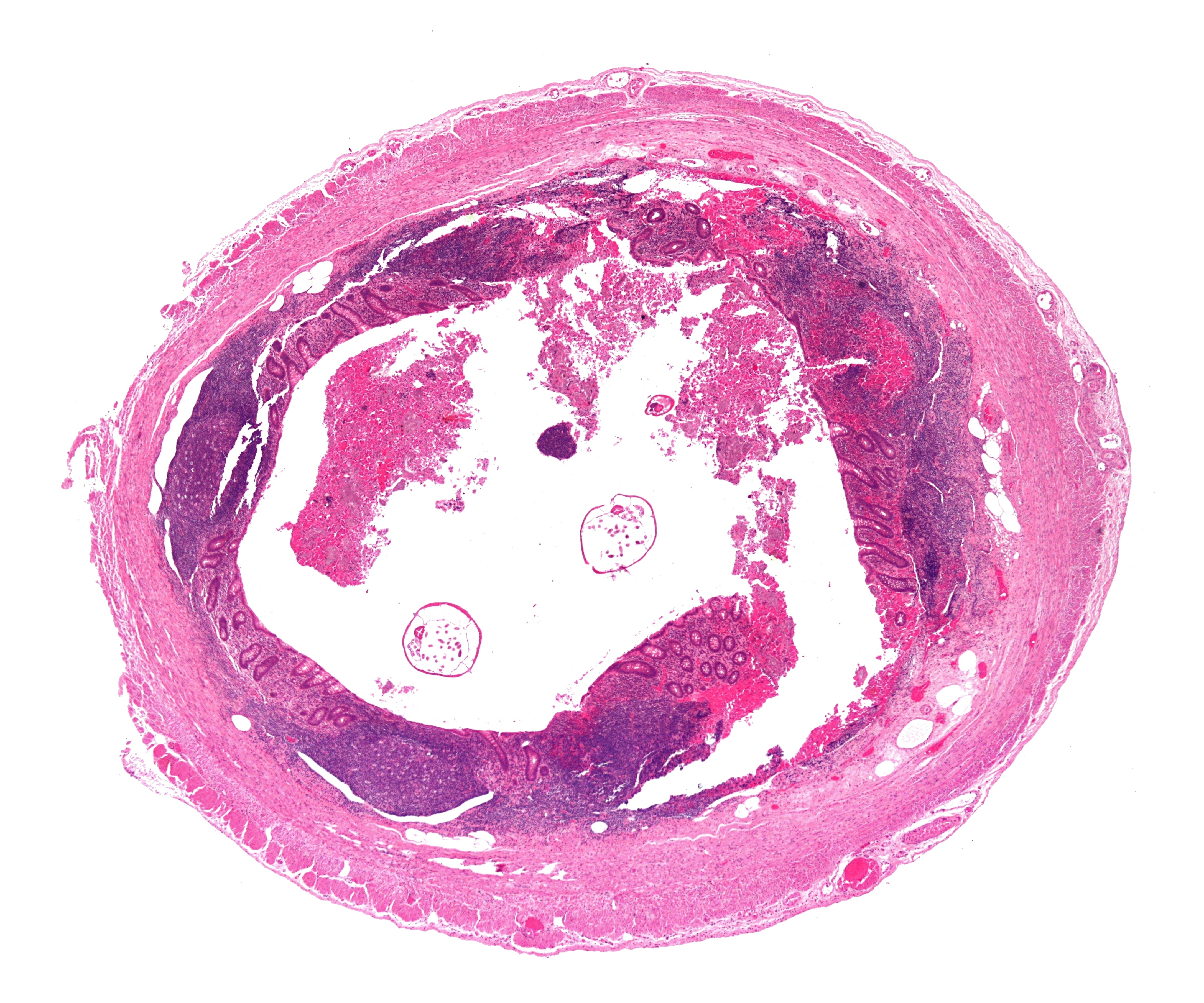
Secțiune transversală a apendicelui cu Enterobius cu pată de HE (hematoxilină-eozină)
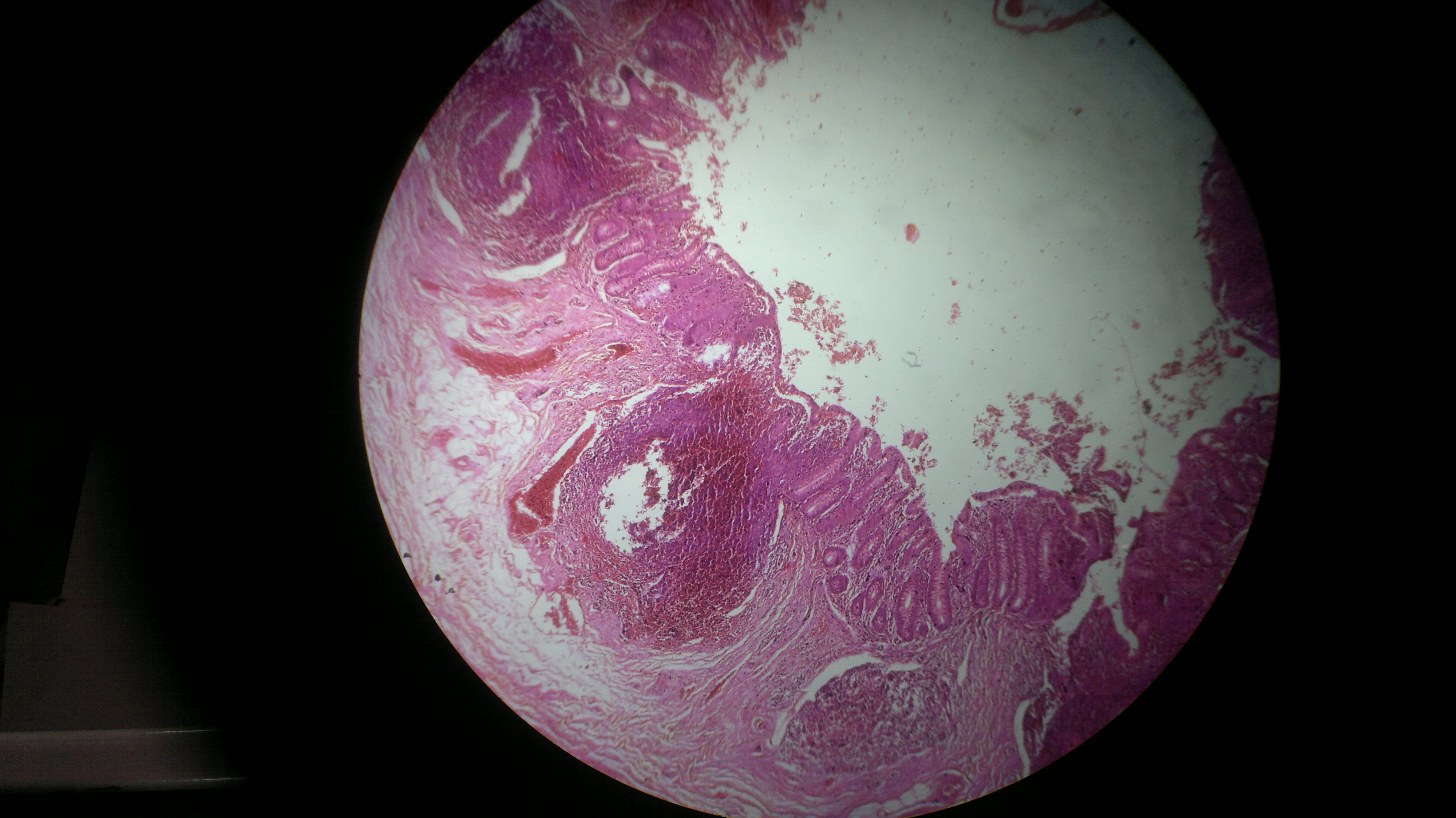
Histologia apendicelui vermiform